# تصور تلقائي
 في علم النفس، يشير مفهوم التصور التلقائي إلى مفاهيم حول العالم نشكله بدون أي تعليم رسمي. غالبًا ما ترتبط هذه بالفيزياء. قد تكون مفاهيم خاطئة، مثل «الأجسام الثقيلة تسقط أسرع» أو «الأجسام الأكبر تكون أثقل». يعتقد بياجيه أن هذه المفاهيم صنعت عن طريق التأمل. كما يعتقد فيغوتسكي أن هذه المفاهيم قد تساعد في تعلم المفاهيم العلمية أكثر من عدم وجود تصور حول حدث واحد.